# Sportovní gymnastika na Letních olympijských hrách 1992
Sportovní gymnastika na Letních olympijských hrách 1992.

## Medailisté

### Muži
| Soutěž                | Zlato | Stříbro                                                                               | Bronz |
| --------------------- | --- | ------------------------------------------------------------------------------------- | --- |
| Víceboj – družstva    | Sjednocený tým (EUN) · Valery Belenky · Igor Korobchinski · Grigory Misutin · Vitalij Ščerbo · Rustam Šaripov · Alexei Voropaev | Čína (CHN) · Guo Linyao · Li Chunyang · Li Dashuang · Li Ge · Li Jing · Li Siao-šuang | Japonsko (JPN) · Yutaka Aihara · Takashi Chinen · Yoshiaki Hatakeda · Yukio Iketani · Masayuki Matsunaga · Daisuke Nishikawa |
| Víceboj – jednotlivci | Vitalij Ščerbo · Sjednocený tým (EUN)                                                                                           | Grigory Misutin · Sjednocený tým (EUN)                                                | Valery Belenky · Sjednocený tým (EUN)                                                                                        |
| Prostná               | Li Siao-šuang · Čína (CHN) | Yukio Iketani · Japonsko (JPN)                                                        | nebyla udělena |
| Prostná               | Li Siao-šuang · Čína (CHN) | Grigory Misutin · Sjednocený tým (EUN)                                                | nebyla udělena |
| Kůň našíř             | Vitalij Ščerbo · Sjednocený tým (EUN)                                                                                           | nebyla udělena                                                                        | Andreas Wecker · Německo (GER)                                                                                               |
| Kůň našíř             | Pae Gil-Su · Severní Korea (PRK)                                                                                                | nebyla udělena                                                                        | Andreas Wecker · Německo (GER)                                                                                               |
| Kruhy                 | Vitalij Ščerbo · Sjednocený tým (EUN)                                                                                           | Li Jing · Čína (CHN)                                                                  | Andreas Wecker · Německo (GER)                                                                                               |
| Kruhy                 | Vitalij Ščerbo · Sjednocený tým (EUN)                                                                                           | Li Jing · Čína (CHN)                                                                  | Li Siao-šuang · Čína (CHN)                                                                                                   |
| Přeskok               | Vitalij Ščerbo · Sjednocený tým (EUN)                                                                                           | Grigory Misutin · Sjednocený tým (EUN)                                                | Yoo Ok-Ryul · Jižní Korea (KOR)                                                                                              |
| Bradla                | Vitalij Ščerbo · Sjednocený tým (EUN)                                                                                           | Li Jing · Čína (CHN)                                                                  | Igor Korobchinski · Sjednocený tým (EUN)                                                                                     |
| Bradla                | Vitalij Ščerbo · Sjednocený tým (EUN)                                                                                           | Li Jing · Čína (CHN)                                                                  | Guo Linyao · Čína (CHN) |
| Bradla                | Vitalij Ščerbo · Sjednocený tým (EUN)                                                                                           | Li Jing · Čína (CHN)                                                                  | Masayuki Matsunaga · Japonsko (JPN)                                                                                          |
| Hrazda                | Trent Dimas · Spojené státy americké (USA)                                                                                      | Grigory Misutin · Sjednocený tým (EUN)                                                | nebyla udělena |
| Hrazda                | Trent Dimas · Spojené státy americké (USA)                                                                                      | Andreas Wecker · Německo (GER)                                                        | nebyla udělena |

### Ženy
| Soutěž                | Zlato | Stříbro | Bronz |                |
| --------------------- | --- | --- | --- | -------------- |
| Víceboj – družstva    | Sjednocený tým (EUN) · Světlana Boginská · Oksana Čusovitinová · Rozalia Galiyeva · Elena Grudneva · Taťjana Gucuová · Taťjana Lysenková | Rumunsko (ROM) · Cristina Bontaş · Gina Gogean · Vanda Hădărean · Lavinia Miloșoviciová · Maria Neculiţă · Mirela Paşca | Spojené státy americké (USA) · Wendy Bruce · Dominique Dawes · Shannon Millerová · Betty Okino · Kerri Strug · Kim Zmeskal |                |
| Víceboj – jednotlivci | Taťjana Gucuová · Sjednocený tým (EUN)                                                                                                   | Shannon Millerová · Spojené státy americké (USA)                                                                        | Lavinia Miloșoviciová · Rumunsko (ROM)                                                                                     |                |
| Přeskok               | Lavinia Miloșoviciová · Rumunsko (ROM)                                                                                                   | nebyla udělena | Taťjana Lysenková · Sjednocený tým (EUN)                                                                                   |                |
| Přeskok               | Henrietta Ónodiová · Maďarsko (HUN) | nebyla udělena | Taťjana Lysenková · Sjednocený tým (EUN)                                                                                   |                |
| Bradla                | Lu Li · Čína (CHN) | Taťjana Gucuová · Sjednocený tým (EUN)                                                                                  | Shannon Millerová · Spojené státy americké (USA)                                                                           |                |
| Kladina               | Taťjana Lysenková · Sjednocený tým (EUN)                                                                                                 | Lu Li · Čína (CHN) | nebyla udělena | nebyla udělena |
| Kladina               | Taťjana Lysenková · Sjednocený tým (EUN)                                                                                                 | Shannon Millerová · Spojené státy americké (USA)                                                                        | nebyla udělena | nebyla udělena |
| Prostná               | Lavinia Miloșoviciová · Rumunsko (ROM)                                                                                                   | Henrietta Ónodiová · Maďarsko (HUN)                                                                                     | Cristina Bontaş · Rumunsko (ROM)                                                                                           |                |
| Prostná               | Lavinia Miloșoviciová · Rumunsko (ROM)                                                                                                   | Henrietta Ónodiová · Maďarsko (HUN)                                                                                     | Shannon Millerová · Spojené státy americké (USA)                                                                           |                |
| Prostná               | Lavinia Miloșoviciová · Rumunsko (ROM)                                                                                                   | Henrietta Ónodiová · Maďarsko (HUN)                                                                                     | Taťjana Gucuová · Sjednocený tým (EUN)                                                                                     |                |

## Přehled medailí
| Pořadí | Země                         | Zlato | Stříbro | Bronz | Celkově |
| ------ | ---------------------------- | ----- | ------- | ----- | ------- |
| 1.     | Sjednocený tým (EUN)         | 9     | 5       | 4     | 18      |
| 2.     | Čína (CHN)                   | 2     | 4       | 2     | 8       |
| 3.     | Rumunsko (ROU)               | 2     | 1       | 2     | 5       |
| 4.     | Spojené státy americké (USA) | 1     | 2       | 3     | 6       |
| 5.     | Maďarsko (HUN)               | 1     | 1       | 0     | 2       |
| 6.     | Severní Korea (PRK)          | 1     | 0       | 0     | 1       |
| 7.     | Německo (GER)                | 0     | 1       | 2     | 3       |
| 7.     | Japonsko (JPN)               | 0     | 1       | 2     | 3       |
| 9.     | Jižní Korea (KOR)            | 0     | 0       | 1     | 1       |
| Celkem | Celkem                       | 16    | 15      | 16    | 47      |